# Megalodon
Megalodon (grč. μέγας 'οδόντος - veliki zubi) bila je džinovska praistorijska ajkula iz perioda od pre oko 25 miliona do 1.5 miliona godina. Smatra se jednim od najvećih predatora koji je ikada postojao u moru, na kopnu i u vazduhu.
Ova najveća ajkula koja je ikada živela na Zemlji, bila je dugačka od 14 do 18 metara, ali u horor filmovima je često preuveličavaju prikazujući je samo malo manjom od Plavog kita. Težina magalodona je bila i do 23 tone. Živeo je u svim morima. Pretpostavljalo se da je pripadala rodu Velikih belih ajkula (-Carcharodon}-) , ali je poslije ustanovljeno da nije u srodstvu sa velikom belom ajkulom te da pripada izumrlom rodu (-Carcharocles}-) .
Najkrupnije fosilne ostatke megalodona pronašao je paleontolog Kliford Džeremaja 2002. godine. Rekonstrukcijom je utvrđena najveća naučno dokazana veličina Megalodona, koji je u dužinu merio 16,5 metara. Dodatna merenja sproveli su i drugi naučnici, među kojima je bio i japanski profesor Kenšu Šimada sa univerziteta DePaul University, koji smatra da je megalodon možda mogao da naraste i do 18,8 m, zaokruženo na 19 metara. 

Najveća moguća težina megalodona procenjena je na oko 48-53 tone. Hipotetičke veličine od 20 ili više metara - većina paleontologa smatra naučno neutemeljenim, s obzirom na nedostatak dokaza koji bi to potvrdili.
Današnji Carcharodon carcharias ili velika bela ajkula, jedina je živa vrsta ovoga roda a naraste maksimalno 792 cm (mužjak 600 cm) i smatra se za najopasniju vrstu. Kod većine vrsta ajkula, ženke su veće od mužjaka. 

## Spoljašnje veze
- Fact File: Megalodon BBC-slike i video
- Fotografija čeljusti
- Megalodon čeljusti iz Državnog muzeja Južne Karoline
- Rekonstrukcija čeljusti
- plosone.org
- Male and female sharks − sharktrust.org
- culturenet.hr